# یوجو (خواننده)
یوجو (به انگلیسی: Yuju)با نام اصلی چویی یو-نا (به انگلیسی: Choi Yu-na) (زاده ۴ اکتبر ۱۹۹۷) خواننده کره‌ای است.او بیشتر به عنوان وکالیست اصلی در گروه معروف کره ای جی فرند شناخته می شود.